# Copa de España de fútbol americano 2009
La Copa de España de fútbol americano 2009 fue la XIV edición de la Copa de España de fútbol americano, correspondiente a la temporada 2008/2009.
El formato de la Copa de España de la temporada 2009 incluyó 6 equipos. En cuartos de final se enfrentaron Dracs contra Búfals y Osos contra Black Demons. En semifinales les esperaron L’Hospitalet Pioners y Valencia Firebats, clasificados automáticamente.

## Cuadro
|  | Cuartos de final (21-12-2008) | Cuartos de final (21-12-2008) | Cuartos de final (21-12-2008) |                   |            | Semifinales (10-01-2009) | Semifinales (10-01-2009) | Semifinales (10-01-2009) |   |  | Final (07-02-2009) | Final (07-02-2009) | Final (07-02-2009) |  |
|  |                               |                               |                               |                   |            |                          |                          |                          |   |  |                    |                    |                    |  |
|  |                               |                               |                               |                   |            |                          |                          |                          |   |  |                    |                    |                    |  |
|  | Rivas Osos                    | Rivas Osos                    | 34                            |                   |            |                          |                          |                          |   |  |                    |                    |                    |  |
|  | Rivas Osos                    | Rivas Osos                    | 34                            |                   |            |                          |                          |                          |   |  |                    |                    |                    |  |
|  | Las Rozas Black Demons        | Las Rozas Black Demons        | 7                             |                   |            |                          |                          |                          |   |  |                    |                    |                    |  |
|  | Las Rozas Black Demons        | Las Rozas Black Demons        | 7                             |                   | Rivas Osos | Rivas Osos               | 21                       |                          |   |  |                    |                    |                    |  |
|  |                               |                               |                               |                   | Rivas Osos | Rivas Osos               | 21                       |                          |   |  |                    |                    |                    |  |
|  |                               |                               | Valencia Firebats             | Valencia Firebats | 20         |                          |                          |                          |   |  |                    |                    |                    |  |
|  | -                             |                               | Valencia Firebats             | Valencia Firebats | 20         |                          |                          |                          |   |  |                    |                    |                    |  |
|  |                               |                               |                               |                   |            |                          |                          |                          |   |  |                    |                    |                    |  |
|  | -                             |                               |                               |                   |            |                          |                          |                          |   |  |                    |                    |                    |  |
|  |                               |                               |                               |                   |            |                          | Rivas Osos               | Rivas Osos               | 7 |  |                    |                    |                    |  |
|  |                               |                               |                               |                   |            |                          |                          |                          | 7 |  |                    |                    |                    |  |
|  |                               |                               | Badalona Dracs                | Badalona Dracs    | 0          |                          |                          |                          |   |  |                    |                    |                    |  |
|  | -                             |                               | Badalona Dracs                | Badalona Dracs    | 0          |                          |                          |                          |   |  |                    |                    |                    |  |
|  |                               |                               |                               |                   |            |                          |                          |                          |   |  |                    |                    |                    |  |
|  | -                             |                               |                               |                   |            |                          |                          |                          |   |  |                    |                    |                    |  |
|  |                               | L'Hospitalet Pioners          | L'Hospitalet Pioners          | 7                 |            |                          |                          |                          |   |  |                    |                    |                    |  |
|  |                               |                               |                               | 7                 |            |                          |                          |                          |   |  |                    |                    |                    |  |
|  |                               |                               | Badalona Dracs                | Badalona Dracs    | 9          |                          |                          |                          |   |  |                    |                    |                    |  |
|  | Barcelona Búfals              | Barcelona Búfals              | Badalona Dracs                | Badalona Dracs    | 9          | 7                        |                          |                          |   |  |                    |                    |                    |  |
|  | Barcelona Búfals              | Barcelona Búfals              |                               |                   |            |                          |                          |                          |   |  |                    |                    |                    |  |
|  | Badalona Dracs                | Badalona Dracs                | 10                            |                   |            |                          |                          |                          |   |  |                    |                    |                    |  |
|  | Badalona Dracs                | Badalona Dracs                | 10                            |                   |            |                          |                          |                          |   |  |                    |                    |                    |  |
|  |                               |                               |                               |                   |            |                          |                          |                          |   |  |                    |                    |                    |  |

### Datos de la final
| Fecha                        | Campeón    | Subcampeón     | Resultado | Estadio                     |
| ---------------------------- | ---------- | -------------- | --------- | --------------------------- |
| 7 de febrero de 2009 (15.00) | Rivas Osos | Badalona Dracs | 7-0       | Estadio Cerro del Telégrafo |